# Gonzalo Martínez Diez
Gonzalo Martínez Diez (Quintanar de la Sierra, 1924 - Villagarcía de Campos, 2015) va ser un historiador medievalista espanyol. Especialista en història del Dret i membre de la Companyia de Jesús, ha estat professor d'Història del Dret a la Universitat de Valladolid. Se'l considera un dels promotors i ideòlegs del nacionalisme castellà actual, ha estat un dels fundadors de l'Alianza Regional de Castilla y León i un dels promotors del PANCAL.

## Obres
- "Un nuevo códice del "Liber iudiciorum" del siglo XII" (1961)
- "El Concilio compostelano del reinado de Fernando I" (1964)
- "Las instituciones del reino astur a través de los diplomas (718-910)" (1965)
- "Algunas normas críticas para la edición de textos jurídicos" (1965)
- "El Fuero Real y el Fuero de Soria" (1969)
- "Álava medieval" (1974)
- "Fueros si, pero para todos: los conciertos económicos" (1976)
- "Castilla, víctima del centralismo" (1977)
- "Fueros y conciertos económicos". Documentación administrativa, nº 181 (1979), págs. 583-620
- "Libro becerro de las behetrías" (1981)
- "La colección canónica hispana" (1982-2002)
- "Fueros locales del territorio de la provincia de Burgos" (1982)
- "Génesis histórica de la provincia de Burgos y sus divisiones administrativas" (1982)
- "Las comunidades de villa y tierra de l'Extremadura castellana: estudio histórico-geográfico" (1983)
- "Leyes de Alfonso X" (1985-88)
- "Alfonso X y su proyección en Cantabria" (1987)
- "Colección de documentos medievales de las villas guipuzcoanas" (1991-1996)
- "Fernando III, 1217-1252" (1993), "De Itero de la Vega a San Nicolás del Real Camino : piedra y vida" (1994)
- "Alfonso VIII, rey de Castilla y Toledo" (1995)
- "El monasterio de Fresdelval, el castillo de Sotopalacios y la merindad y valle de Ubierna" (1997)
- "Bulario de la Inquisición española (hasta la muerte de Fernando el Católico)" (1998)
- "El camino de Santiago en la provincia de Burgos" (1998)
- "Colección documental del Monasterio de San Pedro de Cardeña" (1998)
- "El Cid histórico" (1999)
- "Historia latina de Rodrigo Díaz de Vivar" (1999)
- "Colección diplomática Monasterio cisterciense de Santa María la Real: Villamayor de los Montes" (2000)
- "Los templarios en los reinos de España" (2001)
- "La cruz y la espada: vida cotidiana de las órdenes militares españolas" (2002)
- "Alfonso VI: Señor del Cid, conquistador de Toledo" (2003)
- "El Monasterio jerónimo de Fresdelval: 600 años de historia" (2004)
- "El condado de Castilla (711-1038): la historia frente a la leyenda" (2005).